# スコット・フグリストーラー
スコット・フグリストーラー（Scott Fuglistaller、1987年4月16日 - ）は、ニュージーランド出身のラグビー選手。

## プロフィール
- ポジションはフランカー(FL)。
- 身長 183cm、体重 100kg
- ニックネームはHANS。

## 来歴
フランシス・ダグラス・メモリア、ウェリントン大学、レベルズを経て、2016年、豊田自動織機シャトルズに加入。同年10月30日に行われたジャパンラグビートップリーグ第9節のパナソニック ワイルドナイツ戦に先発出場で公式戦初出場を果たした。
2020年、豊田自動織機シャトルズを退団した。